# Escut i bandera d'Alginet
L'escut i la bandera d'Alginet són els símbols representatius del municipi valencià d'Alginet (Ribera Alta).

## Escut heràldic
L'escut oficial d'Alginet té el següent blasonament:
| « | Escut quadrilong de punta redona, partit. Al primer quarter, en camper d'atzur, un Agnus Dei d'argent sobre un llibre obert d'or, sostenint una banderola blanca amb creu de gules. Al segon quarter, en camper de gules, una torre d'or, maçonada i aclarida de sable. Per timbre, una corona reial oberta. | » |

## Bandera
La bandera oficial d'Alginet té la següent descripció:
| « | Bandera de proporcions 2:3. Partida per meitat vertical. La primera, junt a l'asta, de blau, un Agnus Dei blanc sobre un llibre obert groc, sostenint una banderola blanca amb una creu roja. La segona, al batent, de roig una torre groga, maçonada i aclarida de negre. | » |

## Història
L'escut s'aprovà per Resolució del 27 de febrer de 1995, del conseller d'Administració Pública, publicada en el DOGV núm. 2.467, del 10 de març de 1995.
La bandera s'aprovà per Resolució de 18 de gener de 2016, de la Presidència de la Generalitat, publicada en el DOGV núm. 7.710, de 2 de febrer de 2016.
L'element de la primera partició són les armes dels Cabanyelles, antics senyors de la vila. El segon quarter al·ludeix a la torre del castell d'Alèdua, situada històricament al terme d'Alginet i actualment pertanyent al municipi de Llombai.